# سنگ آهن لیمونیت
لیمونیت ( ‎/ˈlaɪmənaɪt/‎ ) یک نوع سنگ آهن است.
سنگ آهن که در انگلیسی Iron ore نامیده می‌شود حاوی رگه‌هایی از آهن (Fe) است که حدود ۵ درصد از پوسته‌ی زمین را به خود اختصاص داده است. بعد از استخراج از زمین و تفکیک ناخالصی‌ها از آن پودری به رنگ نقره ای – قهوه ای به دست می‌آید.
این عنصر به راحتی در مجاورت هوا اکسید می‌شود و از استحکام بالایی برخوردار نیست به همین دلیل هنگام استفاده از آن در ساخت سازه‌های فلزی یا در مصارف ساختمانی آلیاژ آن همراه با عناصر دیگری مانند نیکل و کروم تهیه می‌شود. استرالیا اصلی‌ترین تولید کننده سنگ آهن در جهان است و پس از آن چین و برزیل قرار دارند.
لیمونیت تشکیل شده از مخلوط  هیدراته آهن (III) اکسید هیدروکسید در ترکیب های مختلف است .
فرمول عمومی اغلب به عنوان FeO  نوشته شده است.
فرمول (OH) · n H 2 O، اگر چه کاملا درست نیست اما به برای  نسبت اکسید به هیدروکسید  در این سنگ آهن می توان از آن استفاده کرد و گسترده ی آن را به خوبی نمایش می دهد. زیرا مخلوطی از اکسیدهای آهن و هیدروکسیدها است.
لیمونیت بیشتر در زون‌های اکسیدان به همراه ژیزمان‌های گوتیتی یافت می‌شود.
لیمونیت یکی از سه سنگ آهن اصلی ، در کنار هماتیت و مگنتیت است و حداقل از 2500 سال قبل از میلاد برای تولید آهن استخراج شده است.

## نام ها

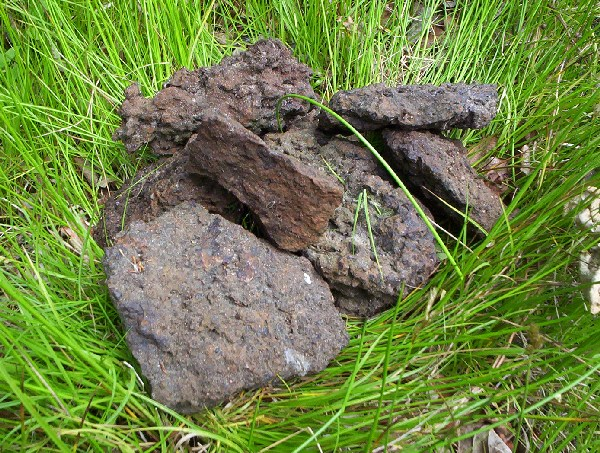
سنگ معدن باتلاق

لیمونیت از کلمه یونانی λειμών به معنی "چمن زار مرطوب" و یا به معنای "دریاچه ی باتلاقی" و کنایه از  سنگ آهن باتلاقی است زیرا این سنگ آهن در مراتع و مرداب یافت می شود .
این سنگ آهن باتلاقی انواعی دارد،که شکل قهوه ای آن هماتیت قهوه ای یا سنگ آهن قهوه ای نامیده می شود و شکل زرد روشن آن سنگ لیمو یا سنگ آهن زرد نامیده می شود.

## مشخصات
لیمونیت نسبتاً چگال است و وزن مخصوص آن از 2.7 تا 4.3 متغیر است. رنگ آن از زرد لیمویی روشن تا قهوه ای متمایل به خاکستری تغییر می کند.
رگه های این سنگ آهن خصوصیتی است که آن ها را از هم متمایز می کند مثلا رگه (رنگ خاک) لیمونیت همیشه مایل به قهوه ای است،  هماتیت با رگه قرمز و مگنتیت با رگه سیاه است.
سختی لیمونیت متغیر است، اما به طور کلی در محدوده 4 تا 5.5 است.
اگر چه در اصل لیمونیت به عنوان یک کانی منفرد تعریف می شود، اما در حال حاضر به عنوان ترکیبی از کانی های اکسید آهن  از جمله:  گوتیت ، اکجانیت ، لیپدوکروسیت و ژاروسیت شناخته می شود .
کانی های منفرد در لیمونیت می توانند کریستال ایجاد کنند ، اما معمولا این اتفاق نمی افتد ، در حالی که ممکن است نمونه ها ساختار فیبری یا میکروکریستالی را نشان دهند.
لیمونیت اغلب در اشکال ترکیبی یا در توده های فشرده و خاکی مانند اشکال بوتریوئیدی ،رینیفرم یا استلاکتیکی وجود دارند.
لیمونیت به دلیل ماهیت آمورف و بی شکل و به علت وجود در مناطق هیدراته اغلب به صورت خاک رس یا گل سنگ ظاهر می شود. با این حال، شبه لیمونیت هایی وجود دارند که در کانی های دیگر مانند پیریت یافت می شوند. شبه لیمونیت به این معنا که از سایر اکسیدهای آهن مانند سیدریت کربناته و سیلیکات های غنی از آهن مانند گارنت آلماندین ، هماتیت و مگنتیت تشکیل شده است.
این به معنای این است که هوازدگی شیمیایی با هیدراته کردن مولکول‌ها، کریستال‌های پیریت را به لیمونیت تبدیل می‌کند، اما شکل خارجی بلور پیریت باقی می‌ماند.

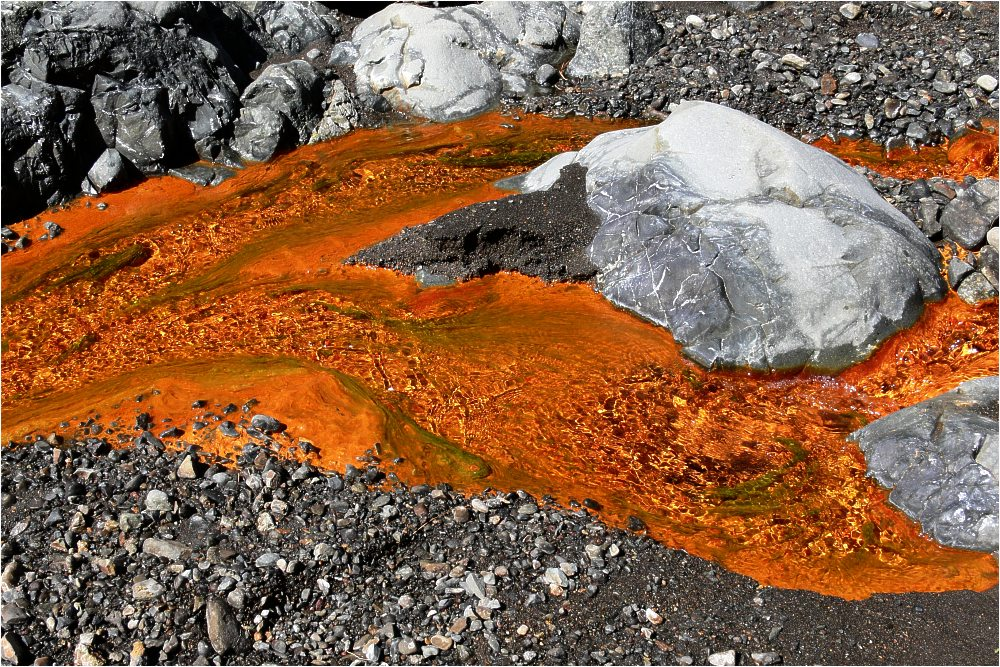
لیمونیت ته نشین شده از روان آب معدن
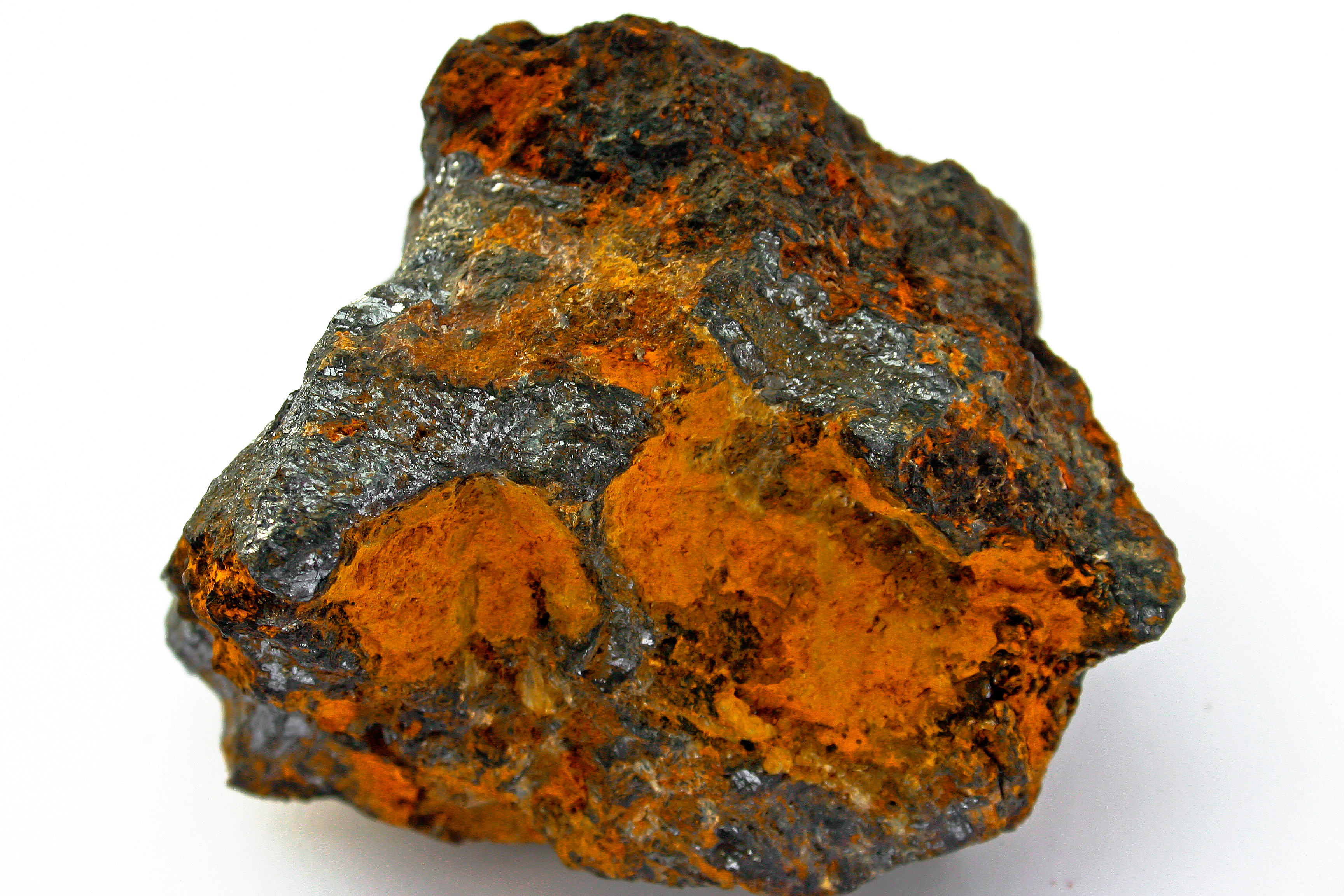
گالنا و لیمونیت
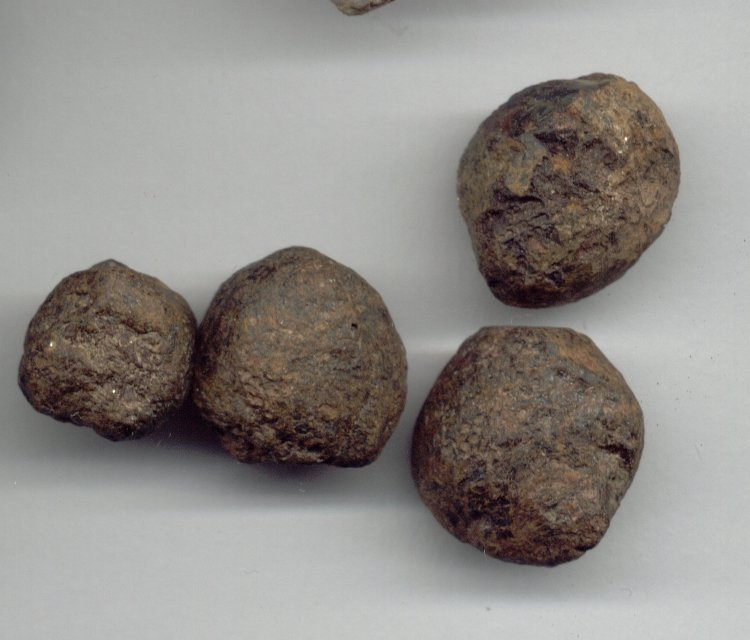
لیمونیت شکل گرفته

## تشکیل
لیمونیت راه های تشکیل مختلفی دارد مثلا: از هیدراتاسیون هماتیت و مگنتیت، از اکسیداسیون و هیدراتاسیون کانی های سولفیدی غنی از آهن و یا هوازدگی شیمیایی سایر کانی‌های غنی از آهن مانند الیوین ، پیروکسن ، آمفیبول و بیوتیت تشکیل می شود .
این سنگ آهن اغلب جزء اصلی آهن در خاک های لاتریت است و اغلب در جریان های روان آب حاصل از عملیات معدن رسوب می کند.

## موارد استفاده لیمونیت

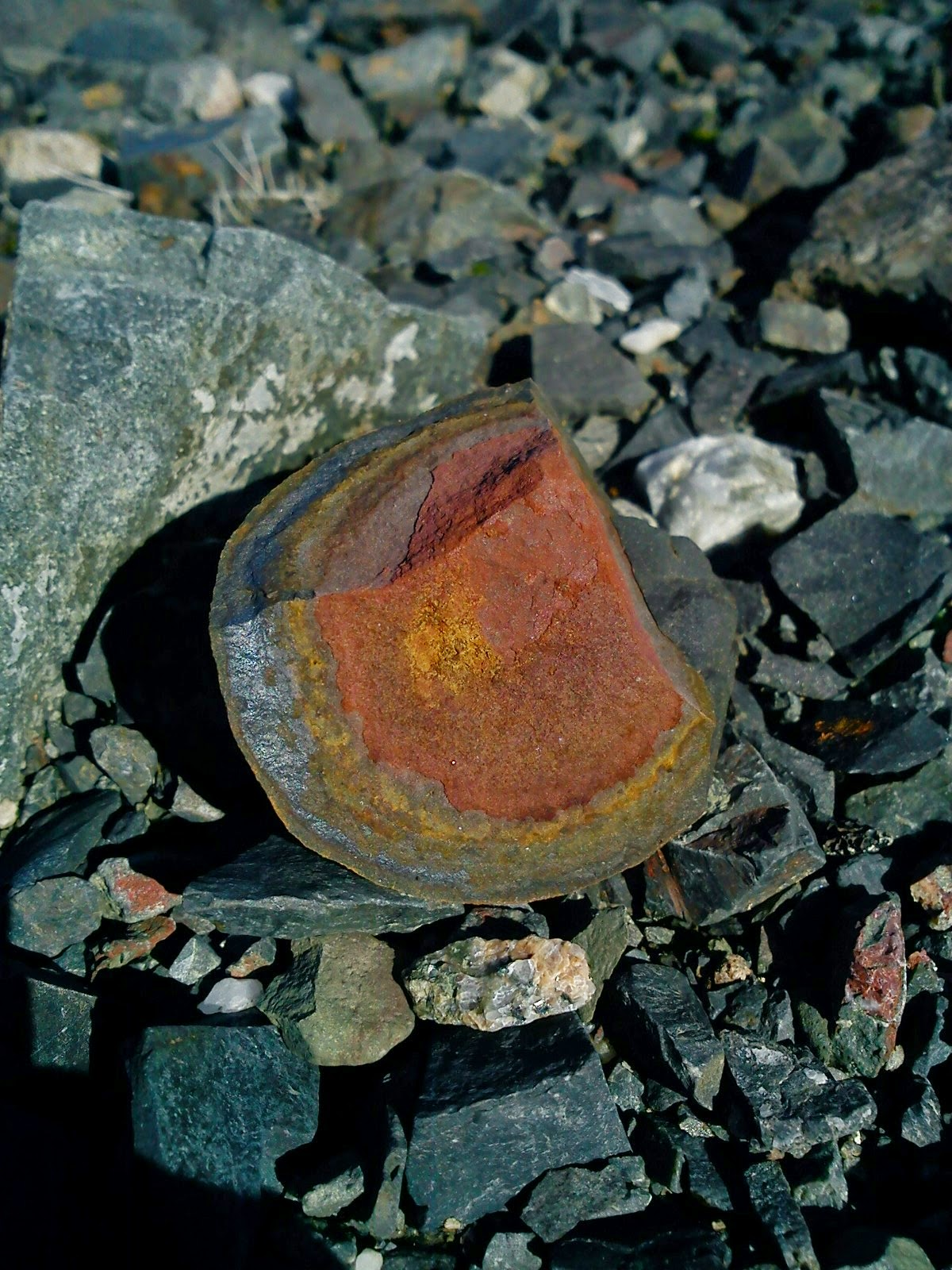
لیمونیت از یک معدن اورانیوم

یکی از اولین استفاده های آن به عنوان رنگ دانه بود. زیرا که زرد رنگ بودن و رنگ زرد را  که به رنگ کشور قبرس  معروف بود تولید می کرد. هم چنین فرم های تیره تر رنگ های خاکی تولید می کردند.و برشته کردن لیمونیت تا حدی آن را به هماتیت تبدیل کرد و باعث تولید رنگ قرمز، شد .
از دیگر استفاده های سنگ آهن باتلاقی و گل سنگ لیمونیت این است که  به عنوان منبع آهن استخراج می شوند. (البته استخراج تجاری آنها در ایالات متحده متوقف شده است.)
استفاده دیگر آن از اکسید سیلیسی آن است.
کلاهک های آهن یا گوسان های اکسید آهن سیلیسی معمولاً در نتیجه اکسیداسیون شدید ذخایر سنگ های سولفیدی تشکیل می شوند.
علاوه بر این، اکسیداسیون ذخایر سولفیدی که حاوی طلا  بودند، اغلب منجر به غلظت طلا در اکسید آهن می شود.
گوسان های لیمونیتی حاوی طلا در منطقه معدنی شاستا، کالیفرنیا استخراج شدند.
ذخایر مشابهی در نزدیکی ریوتینتو در اسپانیا و کوه مورگان در استرالیا استخراج شد . در کمربند طلای داهلونگا در شهرستان لمپکین، از خاک لاتریتی یا ساپرولیت غنی از لیمونیت استخراج شد. طلای رگه‌ای اولیه لیمونیت‌ روی سنگ‌های فرسوده و هوازده متمرکز شد.
در مثالی دیگر، سازه های آهنی هوازده  در برزیل برای تغلیظ طلا از لیمونیت خاک‌های حاصل استفاده می‌کردند.

## تاریخچه
در حالی که اولین سنگ آهن احتمالاً  آهن شهاب‌سنگ بوده است و هم چنین در آفریقا ، جایی که اولین شواهد متالورژی آهن در آن مشاهده شده است، هماتیت به مراتب آسان‌تر ذوب می شود و استفاده می شود اما لیمونیت رایج‌ترین سنگ آهن است.
به طور کلی پس از استخراج سنگ آهن، باید مراحلی مانند خرد کردن، آسیاب کردن، سرند کردن و شست‌وشو طی شود. سپس با استفاده از روش‌های تلغیظ، غلظت آن را تا ۶۵ درصد افزایش می‌دهند در نهایت وارد کوره می‌شوند. سپس در کوره بلند به همراه سنگ آهک و زغال کک در معرض حرارت بالا قرار می‌‌گیرد. در آخر آهن مذاب با تفاله‌ی حاصل از ناخالصی‌های سنگ آن از کوره تخلیه می‌شود.
قبل از ذوب لیمونیت ، با گرم شدن سنگ معدن آن و خروج آب، مقدار زیادی از لیمونیت به هماتیت تبدیل می شود. سپس سنگ معدن را در دمای بالای 1250 درجه سانتی گراد گرم می کنند، که در آن دما آهن فلزی شروع به چسبیدن به هم می کند و ناخالصی های غیرفلزی به صورت جرقه پرتاب می شوند تا آهن خالص باقی بماند.
برای استفاده از لیمونیت سیستم های پیچیده ای به ویژه در تانزانیا برای پردازش لیمونیت توسعه یافت. اما با این حال باز هم، هماتیت و مگنتیت به عنوان کانه های باقی می ماندند و این کار را دشوار می کرد، و بعد از توسعه کوره‌های بلند در قرن اول قبل از میلاد در چین  و حدود 1150 پس از میلاد در اروپا،  می توان از سنگ آهن قهوه‌ای لیمونیت به بهترین نحو استفاده کرد.
 

## یادداشت
1. ↑  MacEachern, Scott (1996) "Iron Age beginnings north of the Mandara Mountains, Cameroon and Nigeria" pp. 489–496 In Pwiti, Gilbert and Soper, Robert (editors) (1996) Aspects of African Archaeology: Proceedings of the Tenth Pan-African Congress University of Zimbabwe Press, Harare, Zimbabwe, شابک ‎۹۷۸−۰−۹۰۸۳۰۷−۵۵−۵; archived here by Internet Archive on 11 March 2012
2. ↑  Diop-Maes, Louise Marie (1996) "La question de l'Âge du fer en Afrique" ("The question of the Iron Age in Africa") Ankh 4/5: pp. 278–303, in French; archived here by Internet Archive on 25 January 2008
3. ↑  "Limonite: Mineral information, data and localities".
4. 1 2  Northrop, Stuart A. (1959) "Limonite" Minerals of New Mexico (revised edition) University of New Mexico Press, Albuquerque, New Mexico, pp. 329–333, اُسی‌ال‌سی ۲۷۵۳۱۹۵
5. ↑  Boswell, P. F. and Blanchard, Roland (1929) "Cellular structure in limonite" Economic Geology 24(8): pp. 791–796
6. ↑  Constantinou, G. and Govett, G. J. S. (1972).
7. ↑  Heckel, George B. (1910) "Iron Oxide Paints".
8. 1 2  Brown, G. Chester (1915) Mines and mineral resources of Shasta county, Siskiyou county, Trinity county California State Mining Bureau, California State Printing Office, Sacramento, California, pages 15–16, اُسی‌ال‌سی ۵۴۵۸۷۰۸
9. ↑  Schmidt, Peter and Avery, Donald H. (22 September 1978) "Complex Iron Smelting and Prehistoric Culture in Tanzania" Science201(4361): pp. 1085–1089
10. ↑  Wagner, Donald B. (1999) "The earliest use of iron in China" بایگانی‌شده  در ۲۰۰۶-۰۷-۱۸ توسط Wayback Machine pp. 1–9 In Young, Suzanne M. M. et al. (editors) (1999) Metals in Antiquity Archaeopress, Oxford, England, شابک ‎۹۷۸−۱−۸۴۱۷۱−۰۰۸−۲
11. ↑  Jockenhövel, Albrecht et al. (1997) "Archaeological Investigations on the Beginning of Blast Furnace-Technology in Central Europe" Abteilung für Ur- und Frühgeschichtliche Archäologie, Westfälische Wilhelms-Universität Münster; abstract published as: Jockenhövel, A. (1997) "Archaeological Investigations on the Beginning of Blast Furnace-Technology in Central Europe".